# Give Us Rest
Give Us Rest Or (A Requiem Mass in C [The Happiest of All Keys]) é o nono álbum de David Crowder Band, lançado pela gravadora Sixstepsrecords em 2012.

## Faixas

### Disco 1
1. "Requiem Aetenam Dona Eis, Domine" - 0:54
2. "Oh Great God, Give Us Rest" - 3:27
3. "Lux Aeternam Shine" - 0:53
4. "Come Find Me" - 4:54
5. "God Have Mercy (Kyrie Eleison)" - 5:16
6. "Why Me?" - 2:15
7. "Fall on Your Knees" - 3:59
8. "A Burial" - 1:08
9. "Let Me Feel You Shine" - 4:20
10. "Reprise #1" - 1:11
11. "Blessedness of Everlasting Light" - 4:19
12. "The Sound of Light" - 1:15
13. "Interlude" - 0:15
14. "Sequence 1" - 2:29
15. "Sequence 2" - 2:16
16. "Sequence 3" - 2:18
17. "Sequence 4" - 3:27
18. "Sequence 5" - 3:01
19. "Sequence 6" - 1:23
20. "Sequence 7" - 1:39

### Disco 2
1. "Reprise #2" - 1:16
2. "Oh My God" - 2:45
3. "I Am a Seed" - 2:48
4. "After All (Holy)" - 4:36
5. "The Great Amen" - 1:18
6. "There Is a Sound" - 5:45
7. "Oh, Great Love of God" - 4:01
8. "Our Communion" - 3:56
9. "Sometimes" - 4:40
10. "A Return" - 2:18
11. "Oh, My God I'm Coming Home" - 2:43
12. "Leaning on the Everlasting Arms/'Tis So Sweet to Trust in Jesus" - 4:45
13. "Jesus, Lead Me to Your Healing Waters" - 4:15
14. "Because He Lives" - 4:21